# Lithobates maculatus
Lithobates maculatus es una especie de anfibio anuro de la familia Ranidae. Es nativo de América Central. La especie está amenazada por destrucción de hábitat y contaminación hídrica.

## Distribución y hábitat
Su área de distribución incluye el sur de México (este de Oaxaca y Chiapas), Guatemala, El Salvador, Honduras y Nicaragua. Su hábitat se compone de bosque húmedo premontano y de tierras bajas. Su distribución altitudinal oscila entre 40 y 1980 m s. n. m..